# Pragelan
Pragelan is een bestuurslaag in het regentschap Bojonegoro van de provincie Oost-Java, Indonesië. Pragelan telt 2484 inwoners (volkstelling 2010).